# レスリング薩摩の国
レスリング薩摩の国（レスリングさつまのくに）は新日本プロレスが行うプロレス興行の一つである。

## 試合結果

### 2021年

#### 4月28日（初日)
| 第1試合 20分1本勝負 |                                                  |                                                                       |
| ●ゲイブリエル・キッド タイガーマスク | 8分48秒 逆エビ固め                               | 上村優也 辻陽太○                                                      |
| 第2試合 20分1本勝負 |                                                  |                                                                       |
| DOUKI ●ザック・セイバーJr. タイチ | 7分53秒 反則                                     | 邪道 タンガ・ロア○ タマ・トンガ                                       |
| 第3試合 20分1本勝負 |                                                  |                                                                       |
| マスター・ワト 田口隆祐 ○棚橋弘至 | 9分35秒 テキサスクローバーホールド               | 外道● 石森太二 高橋裕二郎                                             |
| 第4試合 30分1本勝負 |                                                  |                                                                       |
| ●BUSHI SANADA 内藤哲也 鷹木信悟 | 12分15秒 ツアー・オブ・ジ・アイランド→片エビ固め | ジェフ・コブ○ アーロン・ヘナーレ グレート-O-カーン ウィル・オスプレイ |
| 第5試合 時間無制限1本勝負■KOPW2021争奪戦 暗闇創造黒頭巾マッチ                                                                                             |                                                  |                                                                       |
| ○矢野通(KOPW2021保持者) | 14分58秒 横入り式エビ固め                        | EVIL●(チャレンジャー)                                                 |
| ※矢野が2度目の防衛に成功。 ４本の鉄柱にセットされた黒頭巾を相手に被せた場合のみ、ピンフォール、ギブアップ、場外カウント、KOカウント等の決着が有効となる。 |                                                  |                                                                       |
| 第6試合 60分1本勝負■IWGPジュニアタッグ選手権試合 |                                                  |                                                                       |
| ○SHO YOH (第65代王者組) | 27分10秒 STRONG X→片エビ固め                     | 金丸義信● エル・デスペラード(挑戦者組)                                |
| ※王者組初防衛に成功 |                                                  |                                                                       |

#### 4月29日（2日目）
| 第1試合 20分1本勝負                        |                                                |                                         |
| ●上村優也 辻陽太                           | 8分28秒 テリブレ→片エビ固め                    | BUSHI○ SANADA                           |
| 第2試合 20分1本勝負                        |                                                |                                         |
| ●タイガーマスク SHO YOH                    | 9分14秒 ヌメロ・ドス                           | 鈴木みのる 金丸義信 エル・デスペラード○ |
| 第3試合 20分1本勝負                        |                                                |                                         |
| DOUKI ザック・セイバーJr. タイチ           | ノーコンテスト                                 | 邪道 タンガ・ロア タマ・トンガ          |
| 第4試合 30分1本勝負                        |                                                |                                         |
| マスター・ワト 田口隆祐 天山広吉 ○矢野通   | 10分12秒 横入り式エビ固め                      | ディック東郷● 石森太二 高橋裕二郎 EVIL  |
| 第5試合 60分1本勝負■スペシャルタッグマッチ |                                                |                                         |
| 内藤哲也 ○鷹木信悟                         | 21分52秒 ラスト・オブ・ザ・ドラゴン→片エビ固め | グレート-O-カーン● ウィル・オスプレイ   |
| 第6試合 60分1本勝負■スペシャルタッグマッチ |                                                |                                         |
| 棚橋弘至 ○飯伏幸太                         | 17分04秒 カミゴェ→片エビ固め                   | アーロン・ヘナーレ● ジェフ・コブ        |